# BWF International Series 2020
Die BWF International Series 2020 war die 14. Auflage der BWF International Series im Badminton. Durch die COVID-19-Pandemie fiel ein Großteil der Veranstaltungen aus.

## Turniere und Sieger
| Veranstaltung                 | Herreneinzel      | Dameneinzel       | Herrendoppel                    | Damendoppel                         | Mixed                                 |
| ----------------------------- | ----------------- | ----------------- | ------------------------------- | ----------------------------------- | ------------------------------------- |
| Estonian International        | Hashiru Shimono   | Natsuki Nidaira   | Chiang Chien-wei Ye Hong-wei    | Rena Miyaura Saori Ozaki            | Yujiro Nishikawa Saori Ozaki          |
| Swedish Open                  | Victor Svendsen   | Natsuki Nidaira   | Chiang Chien-wei Ye Hong-wei    | Julie Finne-Ipsen Mai Surrow        | Yujiro Nishikawa Saori Ozaki          |
| Laos International            | nicht ausgetragen | nicht ausgetragen | nicht ausgetragen               | nicht ausgetragen                   | nicht ausgetragen                     |
| Uganda International          | Gergely Krausz    | Thet Htar Thuzar  | Tarun Kona Shivam Sharma        | J. Meghana Poorvisha Ram            | Tarun Kona J. Meghana                 |
| Jamaican International        | Takuma Obayashi   | Momoka Kimura     | Aníbal Marroquín Jonathan Solís | Sayaka Hobara Rena Miyaura          | Jonathan Solís Diana Corleto Soto     |
| KaBaL International           | nicht ausgetragen | nicht ausgetragen | nicht ausgetragen               | nicht ausgetragen                   | nicht ausgetragen                     |
| Waikato International         | nicht ausgetragen | nicht ausgetragen | nicht ausgetragen               | nicht ausgetragen                   | nicht ausgetragen                     |
| Dutch International           | nicht ausgetragen | nicht ausgetragen | nicht ausgetragen               | nicht ausgetragen                   | nicht ausgetragen                     |
| Peru International            | nicht ausgetragen | nicht ausgetragen | nicht ausgetragen               | nicht ausgetragen                   | nicht ausgetragen                     |
| Slovenian International       | nicht ausgetragen | nicht ausgetragen | nicht ausgetragen               | nicht ausgetragen                   | nicht ausgetragen                     |
| Malaysia International Series | nicht ausgetragen | nicht ausgetragen | nicht ausgetragen               | nicht ausgetragen                   | nicht ausgetragen                     |
| Bulgarian International       | nicht ausgetragen | nicht ausgetragen | nicht ausgetragen               | nicht ausgetragen                   | nicht ausgetragen                     |
| Kharkiv International         | nicht ausgetragen | nicht ausgetragen | nicht ausgetragen               | nicht ausgetragen                   | nicht ausgetragen                     |
| Bendigo International         | nicht ausgetragen | nicht ausgetragen | nicht ausgetragen               | nicht ausgetragen                   | nicht ausgetragen                     |
| Polish International          | nicht ausgetragen | nicht ausgetragen | nicht ausgetragen               | nicht ausgetragen                   | nicht ausgetragen                     |
| Guatemala International       | nicht ausgetragen | nicht ausgetragen | nicht ausgetragen               | nicht ausgetragen                   | nicht ausgetragen                     |
| Bahrain International         | nicht ausgetragen | nicht ausgetragen | nicht ausgetragen               | nicht ausgetragen                   | nicht ausgetragen                     |
| Cameroon International        | nicht ausgetragen | nicht ausgetragen | nicht ausgetragen               | nicht ausgetragen                   | nicht ausgetragen                     |
| Brazil International          | nicht ausgetragen | nicht ausgetragen | nicht ausgetragen               | nicht ausgetragen                   | nicht ausgetragen                     |
| Santo Domingo International   | nicht ausgetragen | nicht ausgetragen | nicht ausgetragen               | nicht ausgetragen                   | nicht ausgetragen                     |
| Kazakhstan International      | nicht ausgetragen | nicht ausgetragen | nicht ausgetragen               | nicht ausgetragen                   | nicht ausgetragen                     |
| Norwegian International       | nicht ausgetragen | nicht ausgetragen | nicht ausgetragen               | nicht ausgetragen                   | nicht ausgetragen                     |
| Portugal International        | Brice Leverdez    | Sabrina Jaquet    | Lucas Corvée Brice Leverdez     | Lauren Middleton Holly Newall       | Christopher Grimley Eleanor O’Donnell |
| Suriname International        | nicht ausgetragen | nicht ausgetragen | nicht ausgetragen               | nicht ausgetragen                   | nicht ausgetragen                     |
| Irish Open                    | nicht ausgetragen | nicht ausgetragen | nicht ausgetragen               | nicht ausgetragen                   | nicht ausgetragen                     |
| Mexico International          | Job Castillo      | Sabrina Solis     | Job Castillo Sebastián Martínez | Jessica Bautista Vanessa Villalobos | Andrés López Sabrina Solis            |
| Welsh International           | nicht ausgetragen | nicht ausgetragen | nicht ausgetragen               | nicht ausgetragen                   | nicht ausgetragen                     |
| Vietnam International Series  | nicht ausgetragen | nicht ausgetragen | nicht ausgetragen               | nicht ausgetragen                   | nicht ausgetragen                     |
| Bangladesh International      | nicht ausgetragen | nicht ausgetragen | nicht ausgetragen               | nicht ausgetragen                   | nicht ausgetragen                     |
| Turkey International          | nicht ausgetragen | nicht ausgetragen | nicht ausgetragen               | nicht ausgetragen                   | nicht ausgetragen                     |